# Filotes (general)
Filotes o Filotas (en llatí Philotas, en grec antic Φιλώτας) fou un general macedoni, fill de Parmenió, i un dels generals macedonis més distingits. Ja era amic d'Alexandre el Gran abans de pujar al tron, segons Plutarc, i va participar en l'expedició del conqueridor contra els tracis, tribal·lis i contra el rei Glàucies d'Il·líria.
Va organitzar l'exèrcit que va anar a Àsia amb el càrrec d'hiparc, i va ser el comandant dels έται̂ροι (Companys), la cavalleria macedònia nativa, rang que era probablement el segon després del seu pare. Va conservar aquest comandament fins a la victòria sobre Darios III de Pèrsia, i encara sovint va rebre comandaments complementaris. Es va destacar a la batalla del Grànic, a la batalla de Gaugamela, als setges de Milet i Halicarnàs, i al pas de les Portes Perses (Pylae Persicae). L'amistat amb Alexandre semblava forta tot i que el rei havia estat informat del llenguatge sediciós utilitzat pel general contra ell. Quan Alexandre va anar cap a Bactriana l'any 330 aC, va deixar a Filotes endarrere per rendir honor fúnebres al seu germà Nicànor, mentre el rei perseguia a Bessos de Bactriana; al cap de poc Filotes es va reunir amb el rei i junts van arribar a Drangiana.
Un complot contra el rei havia estat organitzat per un macedoni de nom Dimnos, però no se'n coneix l'extensió ni la naturalesa. Filotes es va assabentar de la conspiració per un personatge de nom Cebalí (Cebalinus) i va tardar dos dies a informar al rei. Aquest, assabentat que havia trigat tant de temps, es va enfurismar, i Cràter d'Orèstia i altres enemics de Filotes van convèncer el rei que no hauria tardat tant si ell mateix no hi hagués estat implicat. Alexandre va fer detenir a Filotes i l'endemà el va portar davant l'assemblea de l'exèrcit macedoni i el va acusar personalment, i a més va implicar al seu pare Parmenió en la conjura, tot i que no hi havia cap prova ni contra l'un ni contra l'altre. Dimnos es va suïcidar i un altre conspirador, Nicòmac, no va donar el nom de Filotes entre els implicats. Però a la nit es va obtenir una confessió de Filotes sota tortura, on encara que va negar haver participat en el complot de Dimnos, va admetre que havia parlat amb el seu pare d'una possible traïció; noves tortures el van portar a confessar, segurament sense ser veritat, la implicació en la conjura de Dimnos; portat altre cop davant l'assemblea de l'exèrcit va ser condemnat a mort i va morir lapidat segons el costum macedoni.
Aquests fets només els narra amb detall Quint Curci Ruf i com que no se saben les seves fonts no es pot assegurar la culpabilitat o innocència de Filotes, encara que la segona opció és la més probable, ja que tot fa pensar en una maquinació dels seus rivals i enemics. Probablement Filotes estava en desacord en el camí iniciat per Alexandre després de la mort de Darios, però cap prova existeix de la seva implicació en un complot.